# Mieczysław Biliński
Mieczysław Biliński (ur. 9 czerwca 1928, zm. 16 października 2014 w Jarosławiu) – polski nauczyciel, polityk, działacz związkowy, senator III kadencji.

## Życiorys
Syn Jana i Anny. Ukończył w 1950 Oficerską Szkołę Rezerwy w Międzyrzeczu, a trzy lata później studia na Wydziale Ekonomii Akademii Ekonomicznej w Poznaniu. W latach 1954–1992 pracował jako nauczyciel m.in. w szkołach średnich w Jarosławiu. Związany z „Solidarnością”, był wiceprzewodniczącym zarządu Regionu Ziemia Przemyska związku. Od 1990 do 1994 zasiadał w jarosławskiej radzie miasta.
W latach 1993–1997 z ramienia NSZZ „S” sprawował mandat senatora III kadencji z województwa przemyskiego. Należał do Komisji Gospodarki Narodowej oraz Komisji Obrony Narodowej. W 1997 bez powodzenia ubiegał się o reelekcję z ramienia Społecznego Komitetu Wyborczego, zajmując ostatnie miejsce spośród 9 kandydatów w okręgu. W 2001 bezskutecznie kandydował do Sejmu z listy Ligi Polskich Rodzin.
Później związany z Ligą Polską. Jako członek ONP-LP w 2006 i 2010 bez powodzenia ubiegał się o mandat radnego z ramienia Prawa i Sprawiedliwości, a w 2011 o mandat posła z listy Prawicy Rzeczypospolitej.
Pochowany na cmentarzu komunalnym w Przeworsku.